# Гаврилов, Леонид Григорьевич
Леонид Григорьевич Гаврилов (2 февраля 1918, деревня Бердыж Чечерская волость Могилёвская губерния — 1941) — белорусский советский поэт.

## Биография
Родился в 1918 году в деревне Бердыж Рогачёвского уезда Могилёвской губернии (ныне Ленинского сельсовета Чечерского района Гомельской области). Жил в Гомеле.
В июле 1940 года был призван на срочную службу в Советскую Армию, войну встретил в танковых войсках в звании сержанта. Связь с ним прервалась сразу после начала Великой Отечественной войны. Вероятно, погиб в одном из приграничных сражений.
Леонида Гаврилова называют одним из представителей нового поколения довоенных белорусских поэтов, к которому причисляли также Алеся Жаврука, Андрея Ушакова, В. Кравченко, Антона Белевича, Эди Огнецвет, Анатоля Астрейко, Ивана Грамовича, Алеся Бачило, Григория Берёзкина, Григория Нехая, Константина Кириенко, Николая Аврамчика. Его стихи характеризовались как несовершенные — рано погибший, поэт не успел достичь должного уровня мастерства во владении словом — но очень правдивые, несмотря на внешнюю схематизацию человеческих чувств и подгонку «под производство». Эта искренность шла от душевной цельности Гаврилова, в чём он был похож на своего сверстника и товарища по перу и судьбе Алексея Коршака. Отмечается тонкая наблюдательность поэта, любовь к белорусской природе, воспевание радости труда и вера в светлые и чистые чувства людей. Упоминается, что во время войны одна из танковых бригад выбрала в качестве строевой песни стихи Леонида Гаврилова.
После войны стихи Леонида Гаврилова были собраны его другом, белорусским поэтом Константином Кириенко, и опубликованы в посмертном сборнике «Верность» (бел. «Вернасць»). Он стал единственным опубликованным сборником стихов поэта.

## Память
С 1985 по 1993 годы в школе № 150 города Минска был открыт музей, посвящённый белорусским писателям и поэтам, погибшим в годы Великой Отечественной войны. Один из стендов музея был посвящён Леониду Гаврилову. В настоящее время размещённые на нём материалы переданы в Белорусский Государственный Архив-музей литературы и искусства.